# Куберская, Ирина Юрьевна
Ирина Юрьевна Куберская (исп. Irina Kouberskaya; род. 22 марта 1946 года, Ленинград) — советская и испанская актриса, режиссёр театра и кино. Сестра Игоря Куберского.

## Биография
Родилась в семье военнослужащего. В 1968 году с отличием окончила Ленинградский институт театра, музыки и кинематографии. Своими учителями считала Аркадия Кацмана, Александра Музиля, Георгия Товстоногова, Вильяма Лейтона.
Уехала в Испанию в связи с замужеством, с 1973 года проживает в Мадриде. В начале пребывания в новой стране давала уроки пантомимы, затем стала выступать как актриса и режиссёр. Возглавила театр «Трибуэнье» (исп. Tribueñe), установила творческие связи с Молодёжным театром на Фонтанке, в Испании ставит русские пьесы, в России — испанские. Приезжает на гастроли в Россию.
Особый интерес вызывает у Куберской творчество Рамона дель Валье-Инклана. Спектакль по его пьесе «Бумажная роза» она привозила в Санкт-Петербург на гастроли в 2005 году, эту же пьесу и «Клятву на крови» поставила на сцене Театра на Фонтанке. Постановка всей драматической тетралогии Валье-Инклана вошла в 2006 г. в число финалистов Театральной премии имени дель Валье-Инклана. Критика также отмечала её постановку трагедии Федерико Гарсиа Лорки «Кровавая свадьба», характеризуя спектакль как приближение к «античной суровости» с её «хоральной текстурой и почти литургической торжественностью» (исп. textura coral y solemnidad casi liturgica).
Член-учредитель Академии сценических искусств Испании.

## Фильмография

### Актёрские работы
1. 1966 — Мальчик и девочка — студентка, подруга
2. 1969 — Тройная проверка — Валя, сотрудница школы абвера
3. 1970 — Салют, Мария! — Лилия, сестра милосердия
4. 1970 — Секундомер — Ася, жена Миши, навещала старого школьного учителя
5. 1970 — Семь невест ефрейтора Збруева — проводница международного вагона
6. 1971 — Брат мой — Галина
7. 1971 — Красный дипломат. Страницы жизни Леонида Красина — Наташа
8. 1971 — Дон Жуан в Таллине — Розита, дочь донны Лауры
9. 1971 — Расскажи мне о себе — коллега Ксении
10. 1971 — Человек в проходном дворе — официантка в ресторане
11. 1972 — Боба и слон — мама мальчика Бобы
12. 1981 — La mujer del ministro[англ.] — Martha
13. 1987 — Дневник для моих любимых — Анна Павлова
14. 1990 — Дневник для моих родителей

### Озвучивание
1. 1972 — Слуги дьявола на Чёртовой мельнице — Рута — роль Лолиты Цауки

### Режиссёрские работы
1. «Hola, Наталья!» (короткометражный)
2. «Санаторий обуви» (короткометражный, с Уильямом Лейтоном в главной роли)
3. «И пройдут дни» (короткометражный с Пако Рабалем)

## Призы и награды
- Премия за лучшую режиссуру на театральном фестивале в Паленсии (Испания, 2010)
- Премия Гриффит и министерства культуры Испании за фильм «Hola, Наталья!»
- Премия министерства культуры Испании за фильм «Санаторий обуви»
- Премия министерства культуры Испании за фильм «И пройдут дни»